# 泰萊內什蒂區
泰萊內什蒂區 （羅馬尼亞語：Teleneşti）是摩爾多瓦中部的一個區，面積848.6平方公里，首府泰萊內什蒂。2004年人口70,126人，當中大部分是摩爾多瓦人（96.0％），其次是羅馬尼亞人（1.8%）、烏克蘭人（1.3％）和俄羅斯人（0.8％）。